# Rio Sado
O Sado (antigamente chamado Sádão) é um rio português, que nasce a 230m de altitude, na Serra da Vigia em Ourique e percorre 180 quilómetros até desaguar no oceano Atlântico perto de Setúbal. No seu percurso passa por Panoias,  Alvalade e Alcácer do Sal, sendo a foz em frente a Setúbal. De jusante de Alcácer do Sal até à foz desenvolve-se um largo estuário separado do oceano pela península de Troia.
É dos poucos rios portugueses que corre de sul para norte, tal como o rio Côa que nasce no concelho do Sabugal e vai desaguar no Rio Douro, próximo de Vila Nova de Foz Côa bem como o  Rio Mira (Odemira, Alentejo).
No estuário do Sado habita uma população de golfinhos (roaz-corvineiro), que tem resistido à invasão do seu habitat pelo homem (tráfego marítimo para os estaleiros da Mitrena, para o porto de Setúbal e decorrente da pesca e da doca de recreio, além do ferry-boat de ligação entre margens). Em 2013 a população é constituída por 28 elementos.
O rio Sado não tem um grande caudal devido a vários factores, destacando-se dois: o clima mais árido do Alentejo, onde se encontra a sua nascente; e o desnível, pequeno, entre a altitude da nascente e a altitude da foz.
A bacia hidrográfica do rio Sado tem uma área de 7692 km², sendo a bacia hidrográfica de maior área inteiramente portuguesa.
 O estuário ocupa uma área de aproximadamente 160 km², com uma profundidade média de 8m sendo a máxima de 50m. 
O escoamento é forçado principalmente pela maré. O caudal médio anual do rio é de 40m³/s com uma forte variabilidade sazonal — indo de valores diários inferiores a 1m³/s no Verão até superiores a 150m³/s no Inverno.

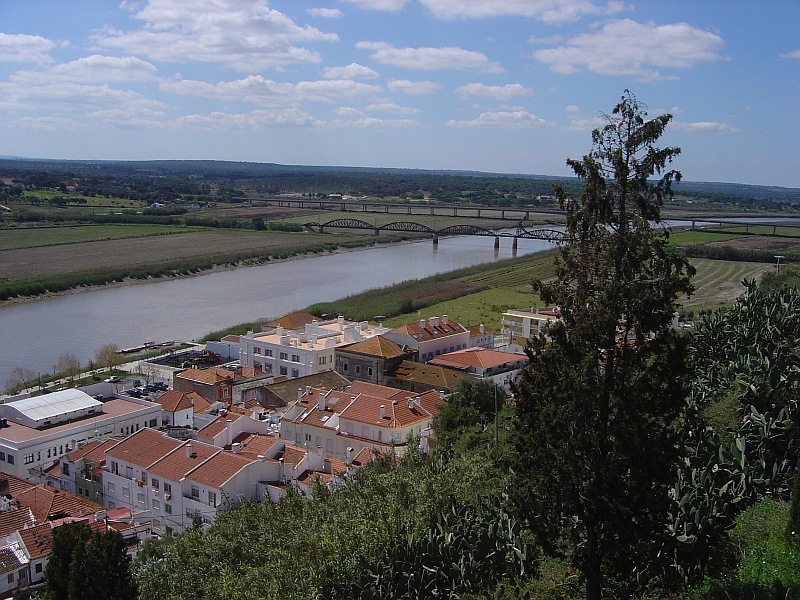
Rio Sado em Alcácer do Sal, visto da margem direita.

## Afluentes

### Margem esquerda
- Ribeira de Campilhas
- Ribeira da Comporta
- Ribeira de Corona
- Ribeira de Grândola
- Rio Arcão

### Margem direita
- Ribeira do Roxo
- Ribeira da Figueira
- Ribeira de Odivelas
- Rio Xarrama
- Ribeira das Alcáçovas
- Ribeira de São Cristóvão
- Ribeira de São Martinho
- Ribeira da Marateca

## Etimologia
A origem do nome do rio Sado é obscura, talvez pré-romana. Até ao século XVIII o rio chamava-se Sádão, forma que permanece nalguns topónimos actuais como São Romão do Sádão (Alcácer do Sal),  Santa Margarida do Sádão (Ferreira do Alentejo) e  São Mamede do Sádão (Grândola). A passagem de "Sádão" a "Sado" é semelhante à de "frângão" a "frango" e de "Fárão" a "Faro".